# Самопотапање француске флоте у Тулону
Самопотапање француске флоте у Тулону се десило 27. новембра 1942. током Другог светског рата. Флота је била потопљена на наредби адмиралитета Вишијевске Француске, чиме је избегнуто да флота, која је стајала укотвљена у бази у Тулону, падне у немачке руке. Немци су током операције Антон преузели контролу над Вишијевском Француском након што су сазнали да адмирал Франсоа Дарлан намерава да пређе на страну Савезника након што су се Савезници искрцали у Алжиру. У Тулону је потољено више од 80 ратних и помоћних бродова.